# Kachi Kawsadze
Kachi Kawsadze (ros. Ка́хи Дави́дович Кавса́дзе; ur. 5 czerwca 1935 w Tbilisi, zm. 27 kwietnia 2021) – radziecki i gruziński aktor teatralny i filmowy.
Zmarł na skutek powikłań po zakażeniu koronawirusem.

## Role filmowe
Wykonawca roli Abdułły w filmie Białe słońce pustyni; grał również w filmach Pokuta jako Michaił Koreszeli i Randki w ciemno jako ojciec Sandro.

## Nagrody i odznaczenia
Ludowy Artysta Gruzińskiej SRR (1981).